# Юпитер и Каллисто (картина Кауфман)
«Юпитер и Каллисто» (англ. «Jupiter and Callisto») или «Юпитер, принявший облик Дианы, и Каллисто» (англ. «Jupiter, in the guise of Diana, and Callisto») — картина неоклассической художницы Ангелики Кауфман, написанная во время её пребывания в Великобритании с 1766 по 1781 год. Взятый за основу традиционный для европейской живописи сюжет античного мифа был переработан художницей в лесбийском смысле. Благодаря созданной Томасом Берком в 1782 году гравюре-копии произведение Кауфман получило широкое распространение в декоративно-прикладном искусстве начиная с XVIII века.

## Содержание и интерпретация
Ангелика Кауфман была одним из самых популярных художников неоклассицизма в XVIII веке. Она одна из двух женщин — основателей Королевской академии искусств в Лондоне в 1768 году. При этом её живопись характеризовалась сломом традиционных гендерных канонов.
Данная картина — чуть ли не единственная в творчестве женщин-художниц, где изображена легенда о похождениях Юпитера. Согласно античному мифу, верховный бог-громовержец влюбился в нимфу Каллисто, которая была спутницей Дианы. Однако девушки из свиты богини-девственницы давали обет целомудрия. Чтобы соблазнить Каллисто, Юпитер принял облик её патронши Дианы. Согласно древнегреческой комедии Амфиса, дошедшей до нас в изложении в «Астрономии» Псевдо-Гигина и затем повторённой, например, в опере Франческо Кавалли, именно в таком виде он склонил девушку к близости. Согласно «Метаморфозам» древнеримского поэта Овидия после первого поцелуя обман Юпитера был обнаружен и Каллисто оказала сопротивление нарушителю, но была им изнасилована.
На картине изображена классическая сцена момента соблазнения девушки. Данный эпизод был неоднократно запечатлён многими художниками. Фактически он представляет собой лесбийскую сцену. Традиционно в европейском искусстве такая картина предназначалась для зрителя-мужчины, являясь своеобразным «эротическим шоу». На картине Ангелики Кауфман изображены две обнимающиеся девушки. Сидящая слева имеет в волосах полумесяц — атрибут богини Дианы, но в ногах у неё сидит орёл с молниями в лапах — символ Юпитера, указывающий, что на самом деле перед нами верховный бог. Хотя сюжет картины следует европейской традиции, однако Ангелика Кауфман сделала ряд значимых отступлений от неё. В живописи XVIII века было принято подчёркивать различие между женскими и мужскими персонажами, изображая последних в более тёмных тонах. В картине Кауфман такого контраста у двух фигур нет, их гендер гомогенен. Кроме того, в изображённой сцене подрываются традиционные представления о половых ролях: активной мужской и пассивной женской. Хотя Диана (Юпитер) выступает с инициативой, наклоняясь к нимфе, беря её правой рукой за правое плечо и привлекая её к себе для поцелуя за шею левой рукой, однако Каллисто не выглядит зажатой и пассивной, она отвечает взглядом, тем самым выражая собственное желание. Такие отступления призваны подчеркнуть истинные лесбийские устремления девушки. Кроме того, на картине за спиной у Дианы и, соответственно, лицом к Каллисто изображён выглядывающий из кустов бог любви Амур. Он прикасается пальцем к губам в призывающем хранить тайну жесте. Первая и самая очевидная очевидная интерпретация этого — указание на «ложность» Дианы, обман Юпитера. Однако другая трактовка — указание на тайные лесбийские устремления самой Каллисто.

## История владения

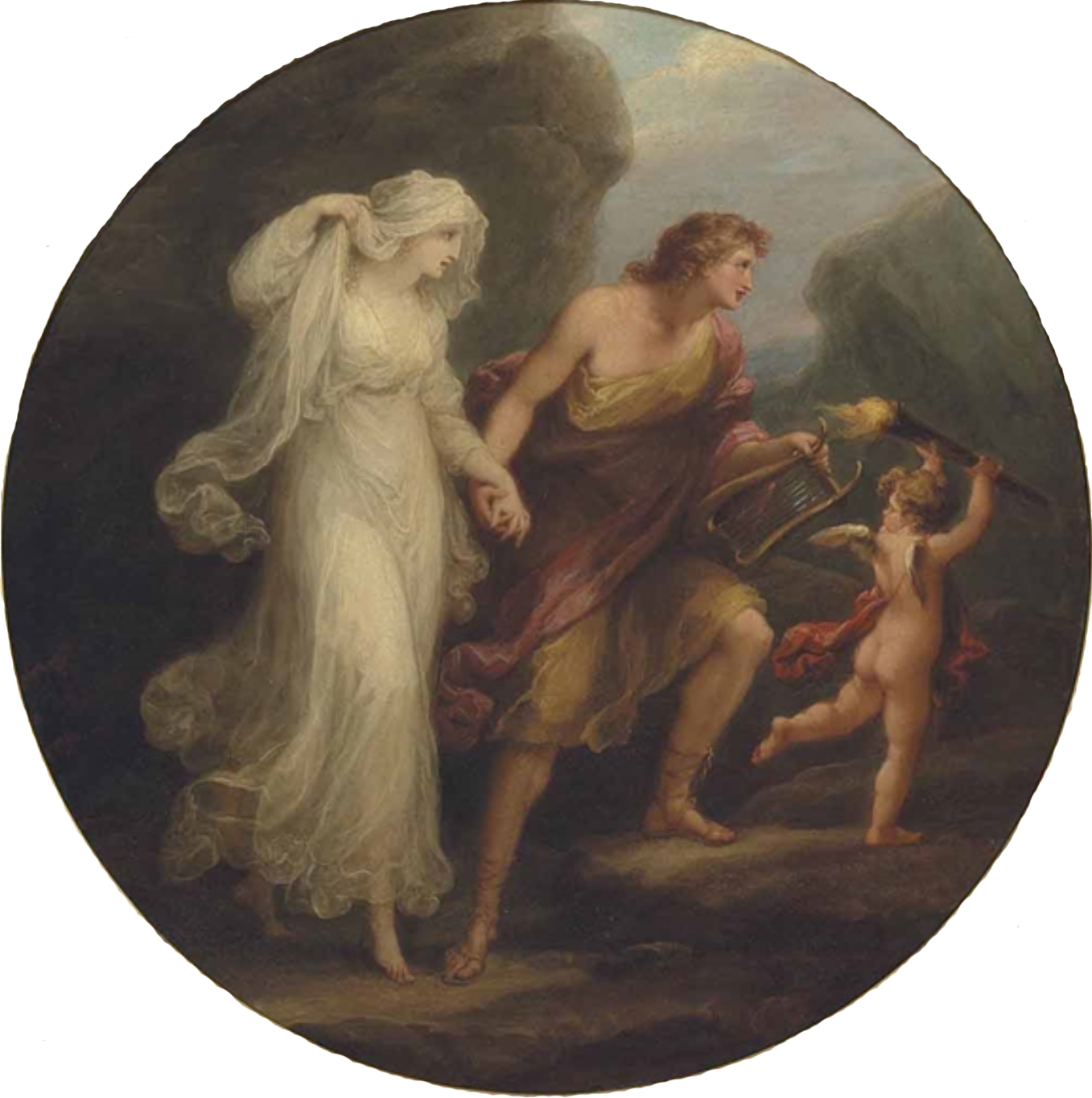
«Орфей и Эвридика». Ангелика Кауфман. 1760-70 гг.

Данная картина была написана Ангеликой Кауфман во время её прибывания в Великобритании с 1766 по 1781 год. Она составляла пару полотну «Орфей и Эвридика», которое подписано справа «Angelica Kauffman / pinx» и представляет собой такую же круглую картину диаметром 65.8 см. Первым их владельцем, вероятно, был французский юрист Шарль Александр де Калонн (1734—1802). Затем 27 марта 1795 года они были проданы на аукционе «Скиннер и Дайк» в Лондоне за 67 фунтов стерлингов. Новым владельцем стал сэр Драммонд Коспатрик Гамильтон-Спенсер-Смит, пятый баронет (1876—1955). Позже в 1960-х они были приобретены частным коллекционером, дети которого продали картины 5 июля 2015 года на аукционе Кристис за 206 500 фунтов стерлингов.

## Версии, повторения и тиражирование
Известны две картины, рассматриваемые как авторские версии. Первая была продана на аукционе Кристис 8 июня 2006 года за 31 200 фунтов стерлингов. Она представляет собой картину маслом на меди размером 21,6 на 41,2 см. Произведение датируется незадолго до переезда Кауфман в Великобританию в 1766 году, оно подписано инициалами «МАК» по центру на камне справа. Другая версия находится в коллекции Музее изящных искусств в Сент-Питерсберге в американской Флориде. Она датируется около 1781 года и представляет собой картину маслом на холсте диаметром 61 см. Произведение было подарено музею в мае 1986 года Гербертом Вайзингером в память о его покойной жене Милдред.
Ангелика Кауфман активно распространяла свои работы через копии с них. В частности, в 1782 году английский художник Томас Берк создал c картин «Юпитер и Каллисто» и «Орфей и Эвридика» пунктирные гравюры, которые были опубликованы в Лондоне Джеймсом Бирчаллом и широко растиражированы. Данные гравюры есть в собраниях многих музеев мира, таких как Эрмитаж, Пушкинский музей, Британский музей и т. д. Распространение реплик привело к тому, что картины Ангелики Кауфман стали широко использоваться в декоративно-прикладном искусстве XVIII, XIX и XX веков, особенно в фарфоре. Это явление даже получило специальное название — «ангеликомания». Примеры воспроизведения данной картины на тарелках мануфактуры «Королевская Вена» можно найти в Дрезденском музее керамики и Зильберкаммере Хофбурга в Вене. В XX веке в странах Варшавского договора широкое распространение приобрели фарфоровые сервизы, прозванные «Мадонна» и украшенные деколями по мотивам картин «Юпитер и Каллисто» и «Наказание Купидона». Коллекция подобного фарфора собрана в историческом Квир-музее в Санкт-Петербурге.
|                                                                     | |                                                                   | |                                                                                           |
| «Юпитер и Каллисто». Ангелика Кауфман. 1760-е гг. Частная коллекция | «Юпитер и Каллисто». Ангелика Кауфман. Ок. 1781 г. Музей изящных искусств, Сент-Питерсберг, Флорида | Гравюра «Юпитер и Каллисто». Томас Берк, 1782 г. Пушкинский музей | Тарелка с ручной росписью «Юпитер и Каллисто». Королевская Вена, XIX век. Зильберкаммер. Хофбург, Вена | Тарелка «Юпитер и Каллисто». Erdmann Schlegelmilch, конец XIX века. Квир-музей в изгнании |